# Корея сегодня
«Корея сегодня» (кор. 오늘의 조선?, 今日朝鮮?) — северокорейский ежемесячный журнал, предназначенный для зарубежных читателей. По мнению некоторых публицистов считается пропагандистским.
Издаётся в Пхеньяне на русском, английском и китайском языках. До марта 2018 года выходил также на французском, испанском и арабском.
В журнале публикуются иллюстрированные авторские статьи об обществе, экономике, культуре и политике КНДР.

## История
Журнал начал печататься в январе 1950 года под наименованием «Новая Корея», причём изначально издание выходило только на русском языке. Позднее название журнала было изменено на нынешнее — «Корея сегодня», а список языков существенно расширился: с 1951 года журнал публикуется на китайском, с 1957 года — на английском, с 1962 года — на французском, с 1964 года — на испанском и с 1980 года — на арабском языке.

## Критика
По аналогии с более известным журналом «Корея», издание «Корея сегодня» часто подвергается критике, главным образом со стороны читателей с постсоветского пространства, за неточные и некачественные переводы, изобилующие речевыми ошибками, и весьма специфическую манеру изложения.